# Niklaus Weckmann

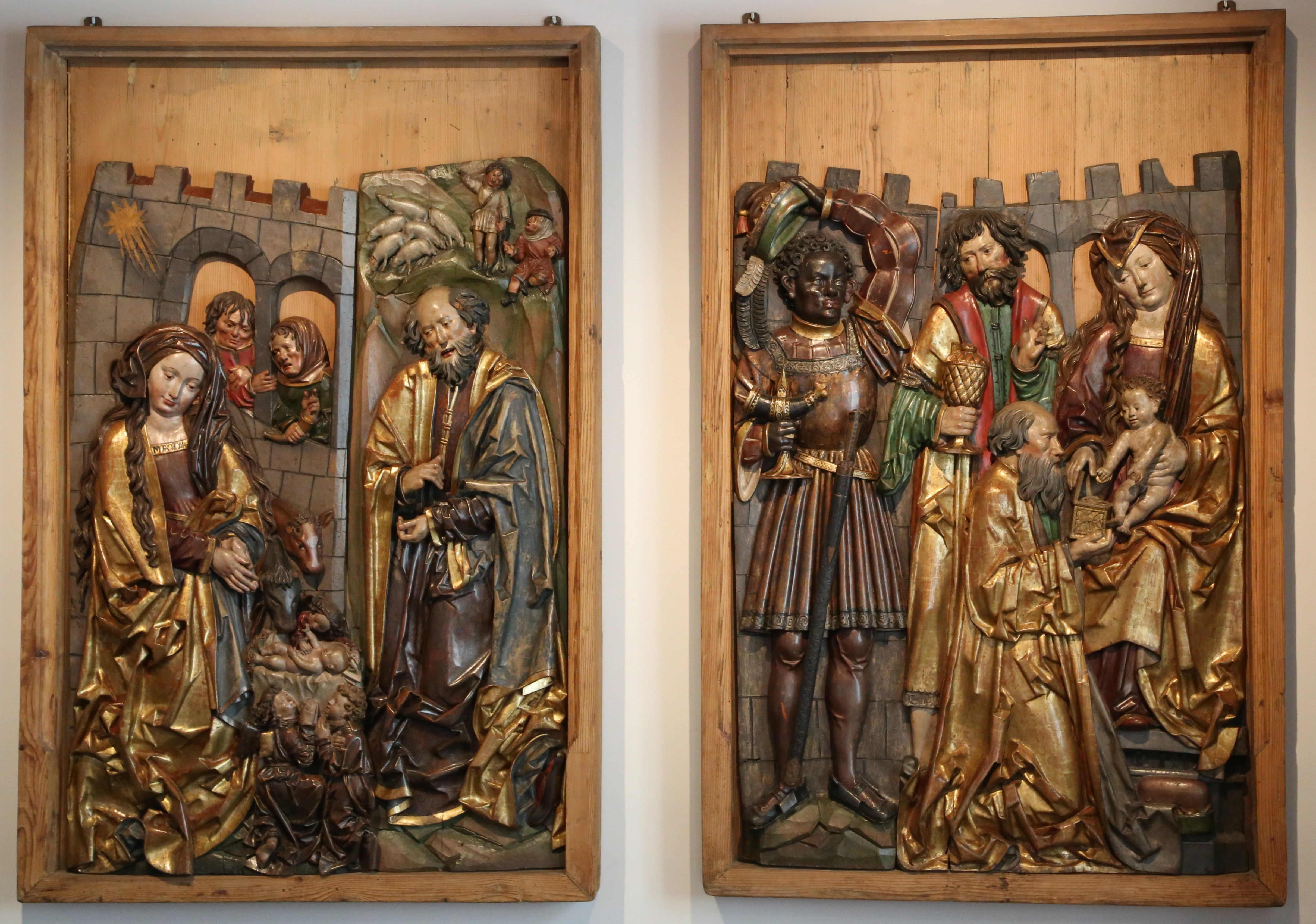
Geburt Christi und Anbetung der Könige, Flügelreliefs vom ehem. Hochaltar der Pfarrkirche Attenhofen, Ulm um 1515, Lindenholz, Reste der originalen und einer neueren Fassung; Ulmer Museum

Niklaus Weckmann (Lesart des Vornamens auch Niclaus oder Nikolaus) war ein deutscher Bildhauer, der archivalischen Nachrichten zufolge in der Zeit von 1481 bis 1527 in Ulm aktiv war. Er arbeitete zunächst für Aufträge von Jörg Syrlin dem Jüngeren und entwickelte seine Werkstatt in Ulm mit der Zeit zur tonangebenden süddeutschen Bildschnitzerwerkstatt. Er wird der Ulmer Schule zugeordnet. Genauere Lebensdaten sind nicht bekannt.

## Wiederentdeckung
Der Name Niklaus Weckmann war der kunstgeschichtlichen Forschung sowohl in Süddeutschland als auch in der Stadt Ulm bis weit ins 20. Jahrhundert hinein nicht mehr bekannt. So kam es, dass viele seiner Skulpturen unwissentlich Jörg Syrlin dem Jüngeren zugeschrieben wurden; aufgrund stilistischer Verbindungen erstellte vor allem Gertrud Otto 1927 eine entsprechende Werkgruppe. Seit der maßgeblichen Studie des Kunsthistorikers Wolfgang Deutsch von 1966 sowie darauf aufbauenden Untersuchungen insbesondere im Umfeld einer Weckmanns Werk gewidmeten Stuttgarter Großen Landesausstellung im Jahr 1993 weiß man, dass viele der einst Syrlin zugeschriebenen Skulpturen in Wirklichkeit aus der Werkstatt Niklaus Weckmanns stammen.
Niklaus Weckmann gründete in Ulm im ausgehenden 15. Jahrhundert, am Vorabend der dortigen Reformation, seine erfolgreiche Bildhauerwerkstatt. Sie ist dort bis 1528 nachweisbar. Man weiß inzwischen von 600 erhaltenen Bildwerken; eine unbekannte Zahl ging verloren, einige werden in schriftlichen Dokumenten erwähnt.
Die wissenschaftlichen Betreuer der Stuttgarter Ausstellung gehen im Katalog davon aus, dass nur zehn Prozent der mittelalterlichen Kunstwerke erhalten sind, Weckmanns Werkstatt mithin 6.000 produziert habe. Das bedeutet, dass diese Werkstatt jährlich wenigstens 70 Arbeiten geschaffen hat.
Weckmann gilt als Subunternehmer von Jörg Syrlin. Während Syrlin als Schreiner die Kasten und Gesprenge eines Altars zimmerte und schnitzte, beauftragte er Weckmann und seine Werkstattmitarbeiter mit den Bildhauerarbeiten und mit der Fassung sowie Ulmer Maler mit den Tafelbildern.

## Die „Werkstatt Weckmann“

### Zuordnungsprobleme
Weil die persönliche Zuordnung zum Meister Niklaus Weckmann in einem solch großen Betrieb und unter solchen Produktionsbedingungen schwierig ist, bezeichnen manche Museen (z. B. das Landesmuseum Württemberg und das Museum Ulm) einige ihrer entsprechenden Exponate mit Bemerkungen wie: „aus der Werkstatt Nikolaus Weckmanns“ oder auch „der Werkstatt Weckmanns zugeschrieben“. Viele Kunsthistoriker (z. B. Barbara Maier-Lörcher) gehen davon aus, dass Weckmann die größte Bildschnitzerei seiner Zeit in Ulm hatte. Die moderne Forschung über Niklaus Weckmann kam dadurch ins Rollen, dass sowohl in den Ulmer Steuerbüchern der Zeit, als auch auf Einzelkunstwerken eine entsprechende Notiz gefunden wurde. Dabei werden auch verschiedene Schreibweisen sichtbar: „byldschnytzer, mayster Nyklas“ (Ulmer Steuerbuch) und „niclaus weckman, bildhawer“ (1964 am „Ritter Stefan von Gundelfingen“ in der Pfarrkirche St. Peter und Paul in Neufra an der Donau bei Riedlingen entdeckt). Es muss in jedem Fall davon ausgegangen werden, dass es sowohl den Künstler Niklaus Weckmann mit eigenem Personalstil als auch eine „Werkstatt Weckmann“ gab, die sogar noch nach seinem Tod Weckmann-Kunstwerke mit der Meistersignatur produzierte. Diese verschiedenen „Hände“ an konkreten Kunstwerken auseinanderzuhalten, fällt schwer.

### Pflegesohn Erhart
Für die Kunstgeschichte interessant ist, dass Niklaus Weckmann 1506 auch als Vormundschaftspfleger eines Kindes von Michel Erhart auftritt. Davon wird abgeleitet, dass das Klima unter den Ulmer Künstlern in dieser Zeit eher freundschaftlich war; wo Konkurrenz zu erwarten wäre, herrschte ein Klima des gegenseitigen Unterstützens.

### Der Stiefsohn
Nach Weckmanns Tod wurde die Werkstatt noch einige Zeit von Weckmanns gleichnamigem Stiefsohn Niklaus Weckmann dem Jüngeren weitergeführt.

## Wichtige Werke Weckmanns

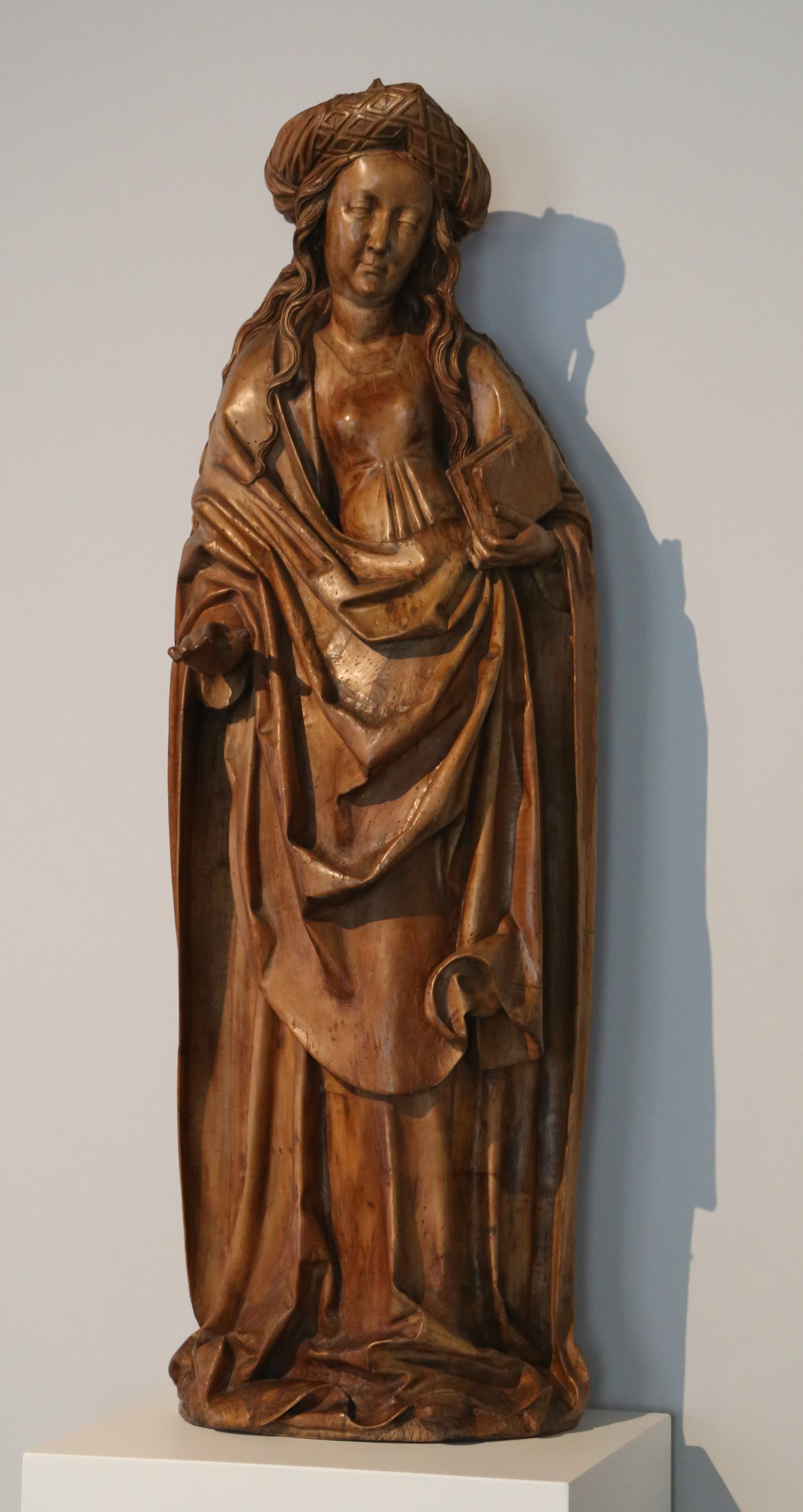
Hl. Katharina, Ulm, um 1510, Lindenholz, ehem. farbig gefasst; Ulmer Museum

### Frühe Werke
- 1490/1495: Heiliger Sebastian, früher vermutlich Reichsstift Kloster Roggenburg, heute Museum Ulm[5]
- 1492: Sebastiansaltar im Ulmer Münster[6]
- um 1494: Skulpturen im Kilchberger Retabel, heute Staatsgalerie Stuttgart, Zusammenarbeit mit Bartholomäus Zeitblom
- 1496–1499: Petrus (Apostel) und Paulus von Tarsus in der Kirche St. Blasius von Bellamont[7]
- 1498/1519: Marienretable in St. Margaretha, Reutti bei Neu-Ulm, geschaffen zusammen mit Jörg Syrlin dem Jüngeren[8]
- vor 1500: diverse Figuren aus Holz, steinfarbig (grau) gefasst im Westportal des Ulmer Münsters

Die 17 Figuren des Westportals am Ulmer Münster sind leicht Weckmann und seiner Werkstatt zuzuordnen, weil sich an ihnen alle standardisierten, typischen Bausteine und Motive finden, die in immer neuen Variationen und Zusammensetzungen auch an anderen Bildwerken Weckmanns immer wieder auftauchen.
- vor 1500: Reste einer Kreuzigungsgruppe in der Ulmer Wengenkirche[9]

### Mittlere Phase
- um 1500: Marienretable in Schwendi[10]
- um 1500: Heilige Familie aus der Reichsabtei Gutenzell, heute im Metropolitan Museum of Art in New York[11]
- 1500: Maria mit Kinder in der Erbacher Schlosskirche St. Martin
- 1503–1505: Bingener Altar mit fünf Skulpturen (Maria mit dem Kind, Apostel Petrus und Paulus, Johannes der Täufer und Maria Magdalena)[12]
- um 1510: Heilige Katharina von Alexandrien, Lindenholz, alte Fassung abgelaugt; stammt aus dem Kloster Heggbach, heute Museum Ulm[13]
- 1511: Hochaltar in Kloster Adelberg bei Göppingen
- 1513: Rother Altar, früher Pfarrkirche Sauldorf, dann Kapelle in Roth bei Meßkirch, seit 1909 in den Reiss-Engelhorn-Museen Mannheim[14]
- um 1515: Geburt Christi und Anbetung der Heiligen Drei Könige, früher Pfarrkirche Attenhofen (Weißenhorn), jetzt ausgestellt im Museum Ulm[15]

### Späte Phase

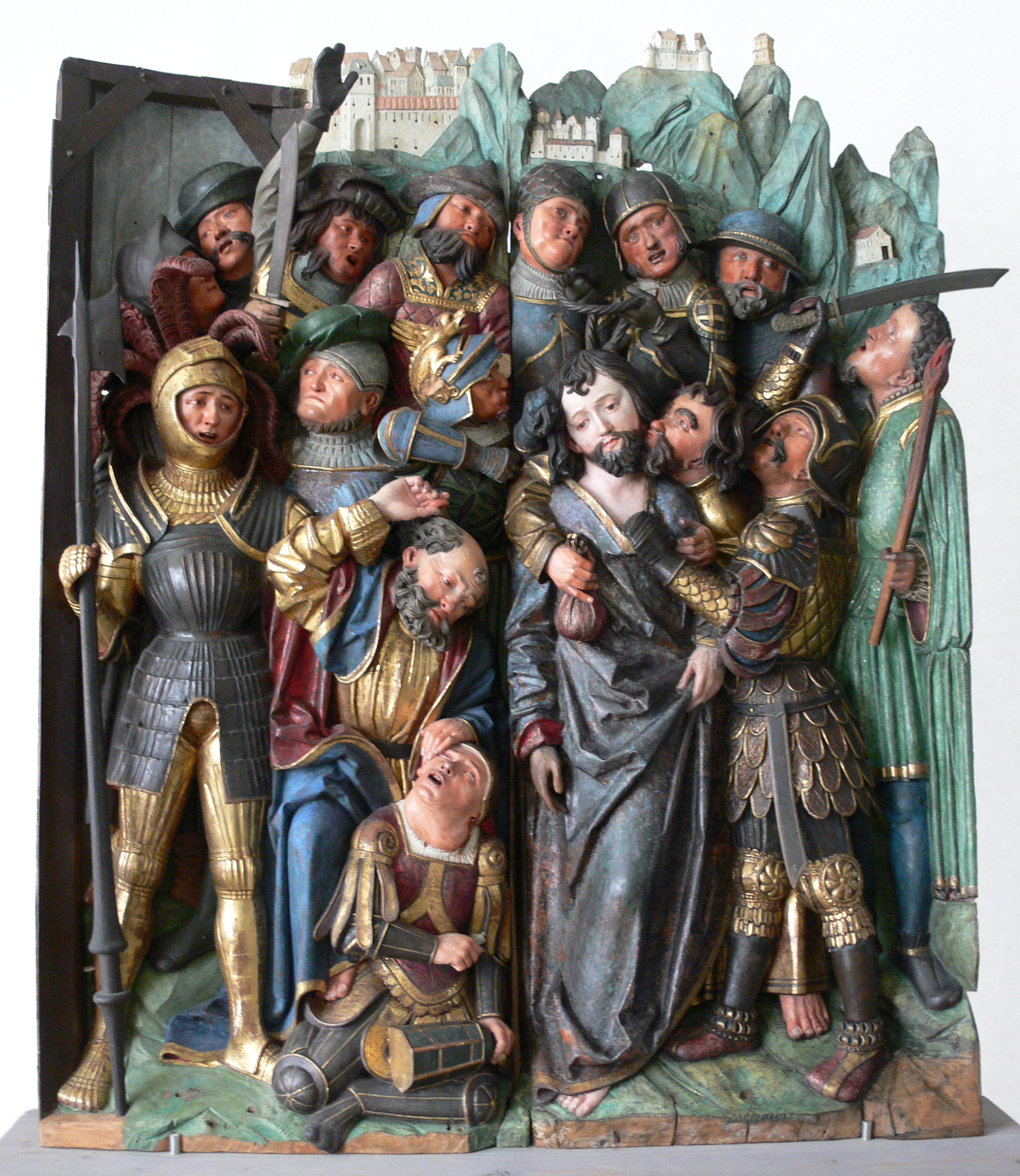
Gefangennahme Christi, Werkstatt Niklaus Weckmann, um 1520, mit Fassung des 17. Jahrhunderts (Teil einer Gruppe von Reliefs zur Passion Jesu aus dem Kloster Zwiefalten, heute im Landesmuseum Württemberg in Stuttgart)

- um 1520: Marientod in Böttingen, Relief ursprünglich ohne Fassung konzipiert, also holzsichtig; 1818 von der Ulmer Deutschordenskirche gekauft, jetzt in einer Privatkapelle, eigens für das Relief erbaut.[16]
- um 1520: Marientod in Ulm-Eggingen; Motiv ist hier die dahinsinkende Maria (ursprünglich holzsichtig, jetzt Fassung aus dem 19. Jahrhundert)[17]
- um 1520: Figuren des Talheimer Altars.[18]
- um 1520/25: fünf Skulpturen im Marienretabel in Kloster Alpirsbach
- 1521: Hutzaltar im Ulmer Münster, Zusammenarbeit mit Martin Schaffner
- nach 1521: Beweinungsgruppe in Merklingen
- 1524: Marienkrönung in der Klosterkirche Mariä Himmelfahrt des Klosters Wettenhausen

### Verlorene Werke
Es sind keine großen Hochaltäre von Niklaus Weckmann erhalten geblieben. Beispiele wären gewesen:
- Hochaltar für die Kirche in Biberach an der Riß, während des Bildersturms 1531 verlorengegangen
- Hochaltar für die Klosterkirche in Ochsenhausen, Skulpturen teilweise in der Kirche St. Blasius in Bellamont und in der Liebieghaus Skulpturensammlung in Frankfurt
- Größere Altarschnitzwerke in der Kirche St. Michael zu den Wengen (Ulm)

Viele Werke der über 600 für die Weckmann-Werkstatt nachweisbaren Arbeiten sind zerlegt worden und haben die Jahrhunderte als Fragmente überdauert.